# Claudia Weiske
Claudia Weiske (* 12. November 1970 in Altenburg) ist eine deutsche Schauspielerin. 

## Werdegang
Mit zwölf Jahren stand sie zum ersten Mal auf der Bühne des Altenburger Landestheaters. Schon damals wuchs ihr Berufswunsch, Musicaldarstellerin zu werden. Zu jener Zeit tanzte sie in verschiedenen Ballett-Produktionen und wirkte als Komparsin mit. Sie entschied sich für eine Schauspielausbildung und ging 1990 ans Forum Kreuzberg in Berlin, wo sie Schauspiel- und Gesangsunterricht nahm.
Auf eine Zeitungsannonce hin bewarb sie sich bei einer Fernsehproduktionsfirma und wurde im Februar 1992 zu Probeaufnahmen für die damals neue Fernsehserie Gute Zeiten, schlechte Zeiten eingeladen. Sie genoss durch die Verkörperung der Elke Opitz in der Serie eine große Popularität.
In Los Angeles erweiterte sie ihre Ausbildung und legte 1995 die Paritätische Schauspielprüfung ab. Am 4. Februar 1996 kam ihr Sohn zur Welt. Ein Jahr später stieg sie aus Gute Zeiten, schlechte Zeiten aus. In der Folge war sie in Theater-Inszenierungen in Berlin (Theater am Kurfürstendamm), Dresden (Komödie) und in Hamburg zu sehen.

## Filmografie (Auswahl)
- 1992–1997: Gute Zeiten, schlechte Zeiten
- 1997: Pension Schöller
- 2002: Im Visier der Zielfahnder, mehrere Episoden
- 2003: Die Cleveren – Alle meine Lieben, Gastauftritt
- 2005–2007: Verliebt in Berlin, Fernsehserie
- 2006: Der letzte Zug
- 2006: Fünf Sterne
- 2006: Verliebt in Berlin – Das Ja-Wort
- 2010: Die Entbehrlichen – Kinospielfilm, Regie: Andreas Arnstedt
- 2011: Freiwasser Kurzspielfilm, Regie: Johannes Köckeritz, 12mmFilm
- 2012: Frühlingsgefühle TeamWorx Television, ZDF, Regie: Thomas Jauch
- 2013: SAT1Gold-Trailer, Regie: Horst Czenskowski
- 2014: Haarscharf vorbei – Die kleine Benimmschule 8. Inselfilmproduktion, Regie: Claudia Boysen
- 2015: In Gefahr – Ein verhängnisvoller Moment – Elisa – Geblendet
- 2015: Kurzfilm: Die schönsten Liebesszenen aller Zeiten, Regie: Ulrich Kaiser
- 2016: In Gefahr – Naomi

## Bühnenrollen (Auswahl)
- 1992: Bluthochzeit als Tod (Theaterforum Kreuzberg)
- 1997: Die kleine Hexe als Hexe und andere (Theater am Kurfürstendamm)
- 1997–2000: Pension Schöller als Franzi (Theater am Kurfürstendamm)
- 2001: Zauberlehrling als Lehrling (Theater der Träume, Berlin)
- 2003: Hans im Glück als Hans (Theater der Träume, Berlin)
- 2003: Die Affäre als Norine (TheaterSommer am Kap, Kap Arkona auf Rügen)
- 2004: Romeo und Julia als Amme (Con.t.act Company)
- 2004: Bunbury als Miss Prism (TheaterSommer am Kap, Kap Arkona auf Rügen)
- 2006: Adam und Eva als Gabriel (TheaterSommer am Kap, Kap Arkona auf Rügen)
- 2006: Die Pulververschwörung und das heilige Grab als Agneta (Theater Görlitz)
- 2007–2009: Gelee Royal als Elisabeth Faßbender (Die Auftakter, Berlin)
- 2008–2009, 2011: Jedermann als Schuldknechts Weib (Jedermann-Festspiele im Berliner Dom)
- 2009: Der ideale Gatte als Mrs. Cheveley (TheaterSommer am Kap, Kap Arkona auf Rügen)
- 2009: Mord im Quartett als Daphne (TheaterSommer am Kap, Kap Arkona auf Rügen)